# Rhagoba
Rhagoba is een geslacht van vlinders uit de familie van de grasmotten (Crambidae), uit de onderfamilie van de Spilomelinae. De wetenschappelijke naam van dit geslacht is voor het eerst voorgesteld door Frederic Moore in een publicatie uit 1888.

## Soorten
- Rhagoba obvellata Du & Li, 2012
- Rhagoba octomaculalis (Moore, 1867)